# Elymnias sangira
Elymnias sangira är en fjärilsart som beskrevs av Hans Fruhstorfer 1899. Elymnias sangira ingår i släktet Elymnias och familjen praktfjärilar. Inga underarter finns listade i Catalogue of Life.